# Amadeus (presentador)
Amedeo Umberto Rita Sebastiani (Ravena, 4 de septiembre de 1962), más conocido por su nombre artístico Amadeus, es un presentador de televisión italiano.

## Biografía
Nacido en Rávena de padres sicilianos, ha pasado la mayor parte de su infancia en Verona. Tras completar la educación secundaria comenzó a trabajar en bares y discotecas como disc-jockey, bajo el nombre artístico de Amadeus. En 1984 entró en una radio local y dos años después fue descubierto por un representante de Radio Deejay, en la que estuvo trabajando desde 1986 hasta 1994. Posteriormente ha conducido programas en Radio Capital y RTL 102.5.
Su debut en televisión llegó en 1988 de la mano de 1, 2, 3 Jovanotti, el programa de Jovanotti para Italia 1. En un primer momento se especializó en espacios musicales en esa misma cadena, como DeeJay Television y Deejay Beach, hasta que en 1993 asumió el Festivalbar. A raíz de su éxito de audiencia, Mediaset le dio mayor protagonismo en la conducción de programas y concursos.
En 1999 fue contratado por la RAI, en la que asumió la presentación de varios concursos. El más exitoso de todos fue L'eredità, que condujo en Rai 1 desde 2002 hasta 2006. Después de un breve paso por Mediaset, en 2008 regresó a la televisión pública como colaborador y presentador de concursos vespertinos, entre ellos Reazione a catena (2014-2017) y Soliti ignoti (2017-2020). Es también conductor de L'anno che verrà, la gala anual de Nochevieja.
Ha sido director artístico del Festival de la Canción de San Remo en cinco ediciones consecutivas, desde 2020 hasta 2024. Bajo su gestión, centrada en ampliar la oferta de estilos musicales y en valerse de las redes sociales para convertirlo en un evento intergeneracional, el festival ha visto incrementada su audiencia con picos del 64% de cuota de pantalla.
En 2024 puso fin a veinticinco años en la RAI y firmó una exclusividad con Warner Bros. Discovery para dirigir varios programas en Nove, la televisión nacional del grupo, tales como La Corrida y las galas de Suzuki Music Party.